# 交通規制

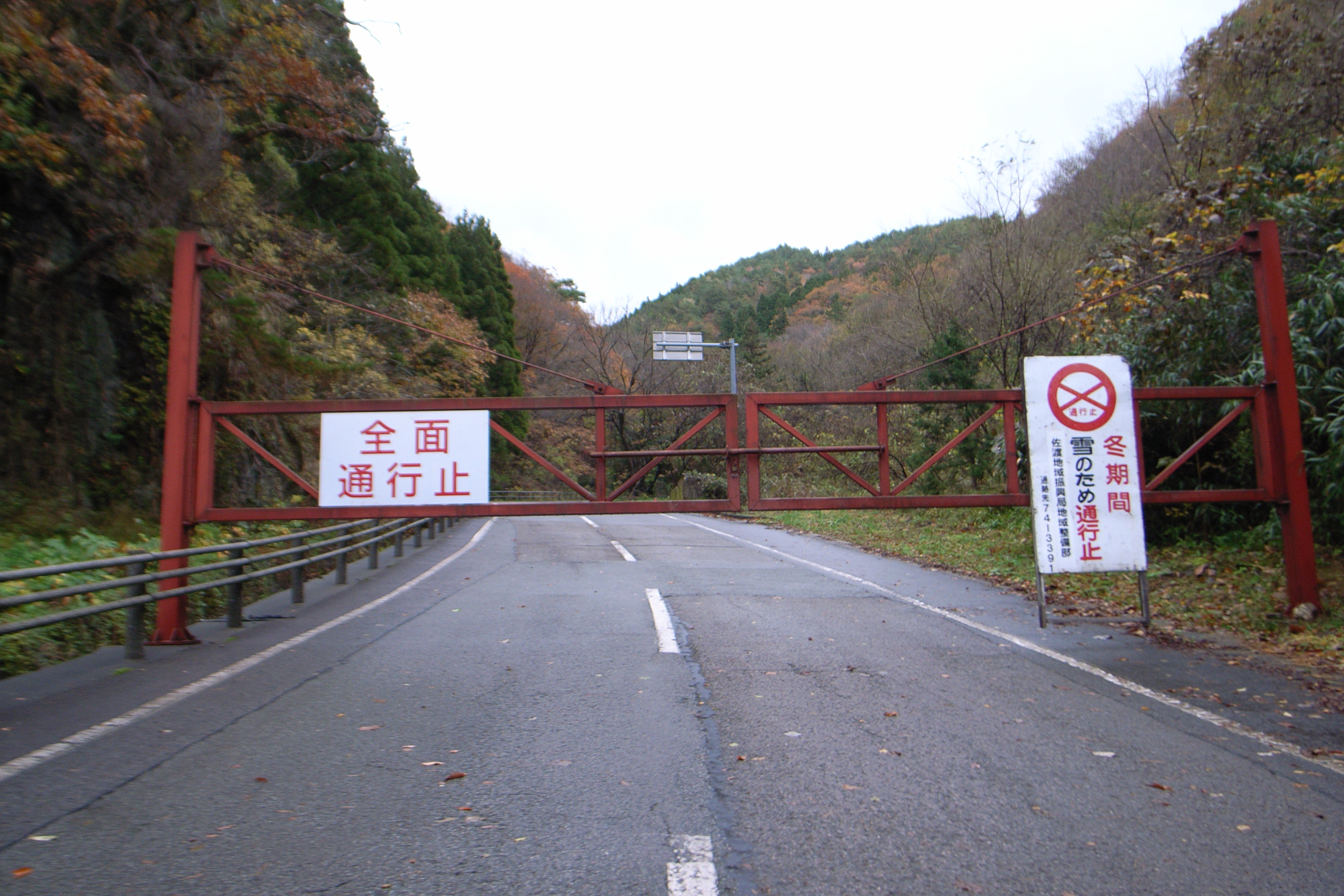
冬季通行止めを行っている様子。

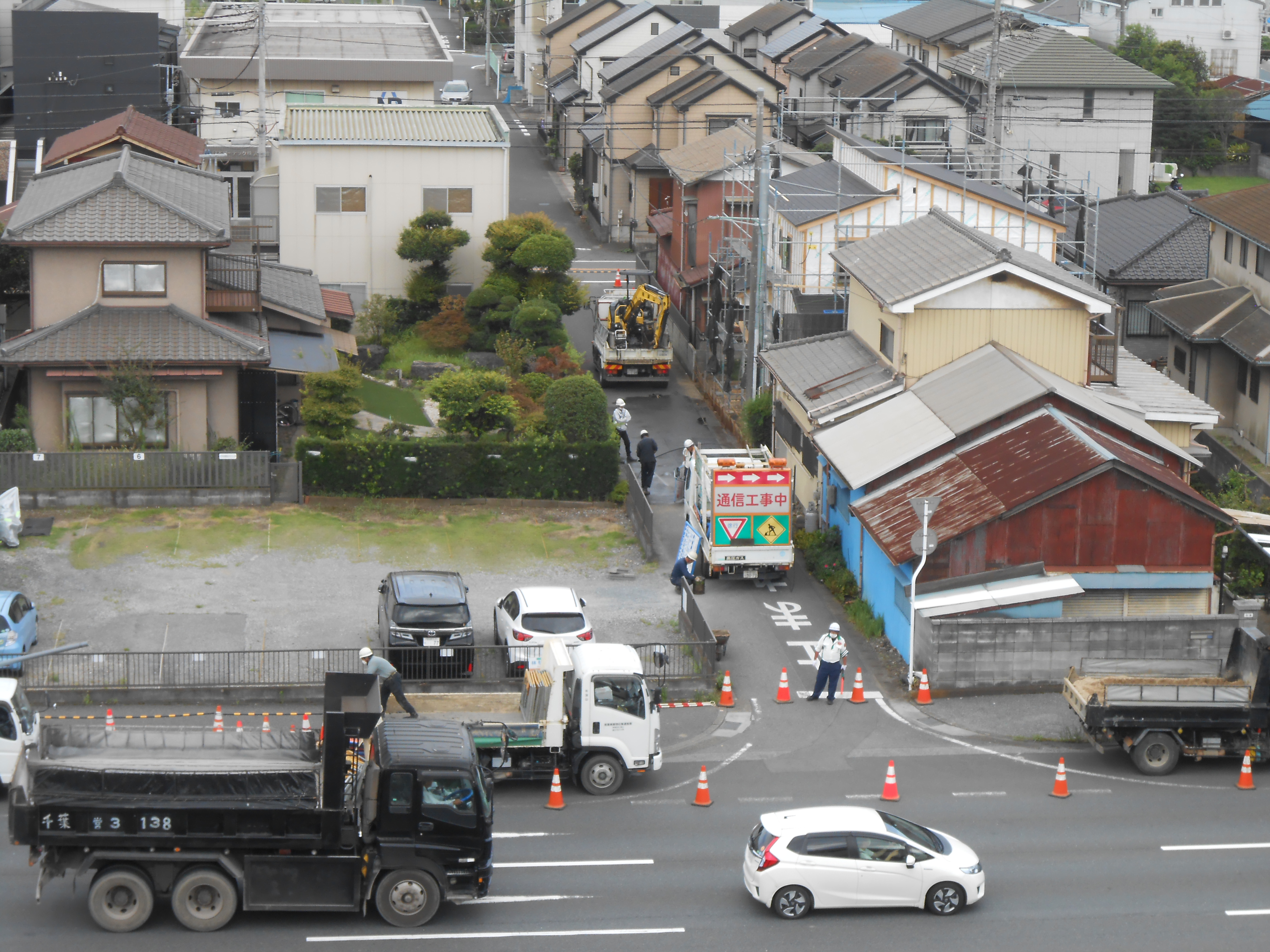
電気通信工事のために道路の通行止めを行っている様子。

交通規制（こうつうきせい）とは、ある道路の一定の区間について、災害や交通事故の発生などの危険がある場合に、その道路の通行を禁止したり、通行速度、通行重量、通行高さなどの制限を行うこと。通行規制とも言う。
これは道路法上の道路管理者による道路の交通規制の定義とほぼ符丁する。
都道府県公安委員会や警察署長、現場の警察官等による「交通規制」とは、道路交通法上の定義として「道路における危険を防止し、その他交通の安全と円滑を図り、又は交通公害その他の道路の交通に起因する障害を防止するため必要があると認めるときに、信号機又は道路標識等を設置し、及び管理して、交通整理、歩行者又は車両等の通行の禁止その他の道路における交通の規制」（同法4条、主旨）を言う。

## 規制の種類
交通規制の目的は主に、災害や事故による危険の防止と安全確保、渋滞等の少ない円滑な交通の確保、大気汚染・騒音・振動などの交通公害の防止の3種類に分けられる。特に異常気象により災害発生のおそれがある場合は、降雨量・風速・波高などの規制基準を定め、基準値に達した場合は区間を決めて通行規制を行うため、異常気象時事前通行規制区間と呼ばれる。
異常気象時通行規制
- 降水量規制 : 連続雨量規制、時間雨量規制の2種類がある。前者は降り始めからの連続降水量が、後者はある一定時間の降水量が基準値に達したときに規制が発動される。
  - 事例：国道33号　高知県吾川郡仁淀川町森山字オオヂミ - 愛媛県上浮穴郡久万高原町柳井川　延長12.9km 　連続雨量250mmで通行止め[1]。
- 積雪・凍結規制 : 積雪量、気温、道路の凍結状況などから、速度制限やチェーン規制、タイヤ規制、通行止め、片側通行などを実施する。地域によって凍結対策に差があることから、基準値にも大きな差がある。
- 超波規制 : 波の高さや道路への影響により通行規制を実施するものであり、主に冬季の波浪によるものが多く日本海沿岸の道路沿いに多い。
  - 事例：国道336号　幌泉郡えりも町庶野 - 幌泉郡えりも町上目黒　延長8.2km[2]。
- 風速規制 : 風の強さにより通行規制を実施するものであり、台風時等に多い。
- 視程規制 : 視認できる距離により通行規制を実施するものであり、霧のでる箇所に多い。

車両通行規制
- 高さ規制 : トンネルや橋などの安全を確保するために通行車両および積荷の高さを規制するものである。
- 幅規制 : 狭隘道路などの安全を確保するために通行車両および積荷の幅を規制するものである。
- 重量規制 : 橋の安全などを確保するために通行車両および積荷の重さを規制するものである。
  - 2008年4月時点で、老朽化などにより崩落の危険性があるとして通行止めの橋が121橋あったことが国土交通省の調べで分かった。通行止めには至らなかったが、通行車両の重量を制限した橋も680橋あった[3]
- 掲載物規制 : 関越トンネルなどの長大トンネルや、距離は短くても水底を通るトンネルは、危険物掲載車両の通行が制限されている。

工事時規制
- 道路工事や作業、道路周辺の工事に伴う規制。

通行帯規制
- 時間帯や車種により通行できる通行帯を規制しているもの。
  - 事例：国道43号夜間の走行車線規制、騒音対策として平成10年4月から3車線のうち内側を大型貨物自動車等が通行することになった。

## 規制の方法

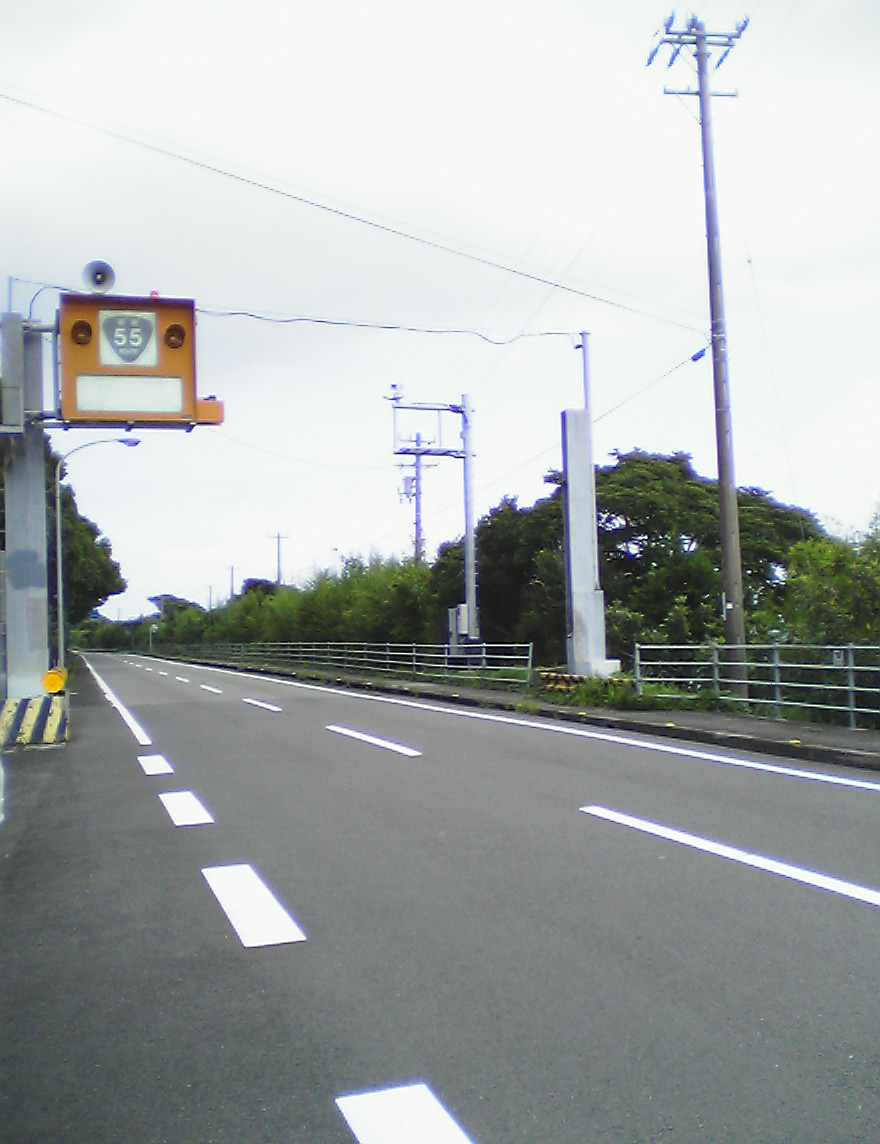
国道55号室戸市の設置状況。

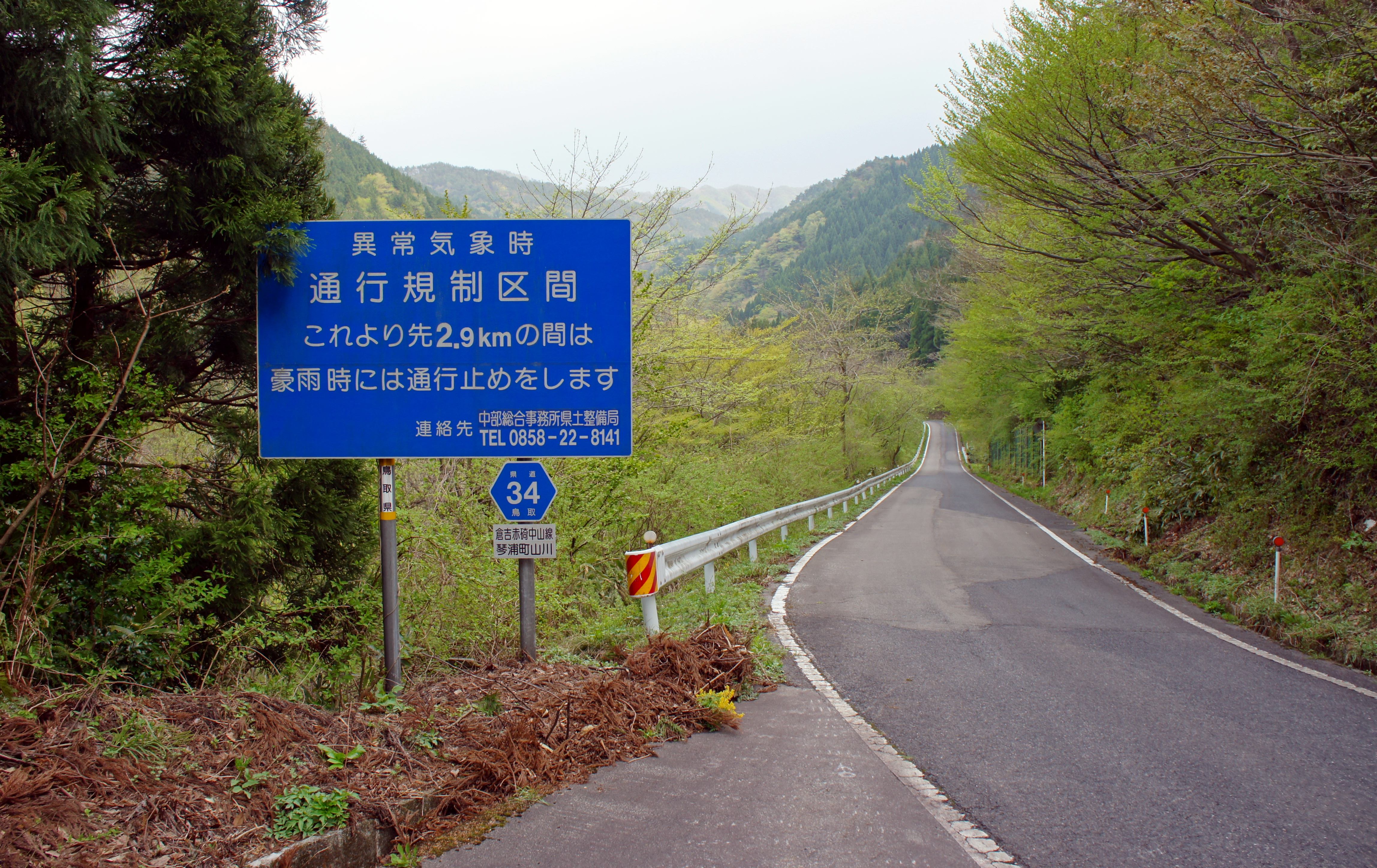
豪雨時通行規制区間の標識例
（鳥取県道34号線）

### 事前通行規制区間
概要
- 過去の災害等の発生状況により一定の区間で気象条件等を決めて通行規制を実施するものであり、飛騨川バス転落事故を契機に道路管理者が区間や規制基準を設定している。

規制方法
- 常設型 : 規制するゲートを設けており、規制時には担当者が現地でゲートを閉めて現地に常駐して規制を実施。

規制基準
- 吹雪の場合
  - 事例：降雪時に概ね風速12 m/秒で吹雪により視界が阻害され道路交通が不能になる事態が予想される場合
  - 区間：国道49号郡山市熱海町大字中山字西樋ノ下 - 耶麻郡猪苗代町大字山潟字上戸前
- 雨量の場合
  - 事例：連続降雨が150 mmを超えた場合
  - 区間：国道162号 南丹市美山町深見 - 京都市境（深見峠） 1.5 km
  - 事例：時間降雨が25 mmを超えた場合
  - 区間：長野県美ヶ原公園沖線 上田市武石武石峠から上本入字巣栗まで
- 風速の場合
  - 事例：10分間の平均風速が25 m以上が予想される場合
  - 区間：瀬戸大橋

### 期間通行規制区間
概要
- 一定の期間及び区間を決めて車両等の通行を規制するものである。主に冬季通行止区間が知られている。
- 冬季通行止事例
  - 区間：美ヶ原公園東餅屋線（ビーナスライン）
  - 期間：平成19年11月30日（金曜日）11時から平成20年4月18日（金曜日）15時まで

## 通行規制に関する話題・議論等
- 北アルプスの白馬における「登山道の雨量による事前規制」防災情報・信州の気象予報士